# Sōkō Sagyō Ki
Il Sōkō Sagyō Ki, denominazione spesso abbreviata in SS-Ki, è stato un veicolo corazzato da combattimento in dotazione alla branca del genio militare dell'Esercito imperiale giapponese. Introdotto in servizio alla metà degli anni trenta, era dotato di numerosi equipaggiamenti atti ad aprire trincee, demolire fortificazioni, rilasciare gas venefici e poteva essere dotato con un massimo di cinque lanciafiamme. Fu prodotto in oltre cento esemplari, suddivisi in cinque versioni, e fu impiegato in battaglia nel corso della seconda guerra sino-giapponese e della seconda campagna delle Filippine.

## Storia

### Sviluppo
Le prime guerre di confine non dichiarate esplose tra l'Impero giapponese e l'Unione Sovietica lungo le frontiere mancesi resero evidente ai comandi nipponici che l'esercito non disponeva di un vero e proprio mezzo adatto a distruggere le posizioni fortificate avversarie. Perciò iniziò lo sviluppo di un apposito veicolo da combattimento per il genio, prendendo come base il carro armato medio Type 89 Yi-Go versione B. Con il procedere dei lavori, però, richieste dei militari o proposte dei progettisti arricchirono il prototipo di numerose funzioni, per la cui messa in atto era necessario cambiare gli equipaggiamenti prima di andare in battaglia. Di seguito sono elencate i dieci compiti assegnati al nuovo cingolato:
- distruzione di casematte mediante una carica di 300 chili d'esplosivo
- armamento principale su lanciafiamme
- capacità di sminamento
- mezzo gettaponte
- possibilità di uso di una gru a braccio
- scavo di trincee
- taglio di filo spinato e abbattimento ostacoli
- emissione di cortine fumogene
- capacità di effettuare attacchi con gas venefici
- capacità di decontaminazione

Le fonti non sono chiare circa l'anno di inizio dello sviluppo del mezzo: due riportano il 1935, una il 1931. Comunque, a sviluppo concluso e con l'inizio della produzione, i vertici dell'esercito si resero conto che il veicolo era dotato di troppi equipaggiamenti e nacquero versioni semplificate. Nessuna fonte fornisce una spiegazione circa la scelta del nome "Sōkō Sagyō Ki" né, tantomeno, una traduzione.

### Produzione
La fabbricazione ebbe una durata indefinita e arrivò a un totale di 119 unità, suddivise in cinque versioni: Ko-Gata, ("modello A", tredici esemplari), Otsu-Gata ("B", otto esemplari), Hei-Gata ("C", singolo esemplare), Tei-Gata ("D", venti esemplari) e Bo-Gata ("E", settantasette esemplari). Non sono note le aziende che furono incaricate della produzione.

### Impiego operativo
La prima azione dei Sōkō Sagyō Ki risale al 28 luglio 1937, quando i quattro esemplari affidati alla 1ª Brigata mista indipendente, agli ordini del maggior generale Sakai, combatterono nella battaglia di Pechino-Tientsin, impiegando quasi sempre i lanciafiamme. Subito dopo fu istituito uno speciale reggimento del genio militare, comprendente tutti i veicoli per usarli organicamente contro i punti fortificati sovietici lungo il tormentato confine del Manciukuò. Lo schieramento cambiò ancora quando, nel corso del 1942, furono istiuite le prime divisioni corazzate sull'esempio tedesco: il reggimento venne smembrato e gli SS-Ki redistribuiti tra le varie formazioni, le quali li utilizzarono quasi sempre come gettaponti.
Nell'ottobre 1944, quando le Filippine furono attaccate dagli Stati Uniti, la numerosa guarnigione nipponica sulle isole poteva contare sull'appoggio corazzato della 2ª Divisione carri. Tra i suoi ranghi vi erano venti Sōkō Sagyō Ki, dei quali però non si conoscono nel dettaglio le operazioni. È però noto che otto carri furono catturati dagli Alleati i quali li classificarono come carri armati lanciafiamme perché privi di ponti, apparecchi fumogeni e di tutti gli altri congegni.

## Caratteristiche
Il Sōkō Sagyō Ki era lungo 4,865 metri, alto 2,088 metri e largo 2,52 metri; la luce libera misurava 40 cm. L'equipaggio ammontava a cinque uomini. L'armamento era di solito costituito da un minimo di due a un massimo di cinque lanciafiamme Type 93 o Type 100, dalla carica esplosiva volta a demolire fortificazioni e da una mitragliatrice leggera per la difesa contro la fanteria. Le fonti sono in disaccordo circa i valori della corazzatura: due riportano uno spessore massimo di 25 mm e minimo di 6 mm, una terza afferma invece che la protezione frontale fosse spessa 65 mm e che la corazzatura minima misurasse 25 mm.
Il veicolo era dotato da un motore Diesel a sei cilindri in linea, erogante 145 hp a 1 800 giri al minuto: l'apparato garantiva una velocità massima in condizioni ottimali di 37 km/h. L'albero di trasmissione si ingranava alle ruote motrici posteriori. Il treno di rotolamento era stato ripreso con modifiche di dettaglio dal carro armato Type 89 B: otto piccole ruote portanti, accoppiate mediante quattro carrelli; essi erano a loro volta accoppiati a due sospensioni a balestra oscillanti attorno a un perno e vincolate ciascuna a un bilanciere. La ruota di rinvio, dentata, era anteriore ed era stata eliminata la nona ruota d'appoggio con ammortizzatore indipendente. Il peso complessivo del Sōkō Sagyō Ki è oggetto di incertezze tra le fonti, che parlano di 13 o 16 tonnellate.

## Versioni
Tranne dove diversamente indicato, tutti i dati sono stati tratti da:
Ko ("A")
Introdotto nel 1931 (o nel 1935), questo modello era dotato della gru a braccio, di tre lanciafiamme con taniche esterne e di un ponte pieghevole montato su un telaio aggianciato al tetto dello scafo, con piccole ruote per farlo scorrere. Non era però capace di sminamento.
Otsu ("B")
Introdotto nel 1937, rinunciò alla gru e implementò due braccia a rastrello per dissotterrare e/o far detonare le mine.
Hei ("C")
Fu un singolo esemplare entrato in servizio sempre nel 1937, praticamente identico alla precedente versione.
Tei ("D")
Introdotto nel 1939, si differenziava dal modello C per adoperare un solo braccio sminatore, mantenendo intatto il resto delle dotazioni.
Bo "(E")
Introdotto nel 1940, si trattò della versione definitiva e più diffusa. I lanciafiamme furono aumentati a cinque e le taniche contenenti il combustibile furono spostate all'interno dello scafo. Fu mantenuto il singolo braccio sminatore. Il ponte fu fornito in un singolo pezzo, messo in opera tramite un sistema a catapulta.